# Lance Archer
Lance Vance Hoyt, meglio conosciuto con il ring name Lance Archer (Gause, 28 febbraio 1977), è un wrestler statunitense sotto contratto con la All Elite Wrestling.
Tra il 2009 e il 2010 ha militato nella World Wrestling Entertainment, esibendosi con lo pseudonimo Vance Archer.

## Carriera

### Total Nonstop Action (2004–2009)
Dopo diversi anni passati nelle federazioni dipendenti, soprattutto in Texas, Lance Hoyt esordisce ufficialmente nella TNA nel 2004 con il nome di Dallas, e subito forma un'alleanza con l'atleta della X Division Kid Kash. Nei primi tempi svolge più che altro il ruolo di guardaspalle, ma in più di un'occasione ha svolto anche il ruolo di tag team partner di Kid Kash, con il quale è anche riuscito a conquistare l'NWA World Tag Team Championship vincendo un torneo decretato per assegnare i titoli in quel momento vacanti. Nella finale del torneo, hanno sconfitto la coppia formata da Christopher Daniels e Low-Ki.
Dopo aver perso i titoli, Kid Kash viene sospeso dalla federazione, e Dallas lotta in vari dark match, trovando poco spazio negli show televisivi. Con il ritorno on screen di Kash, anche Dallas torna a farsi vedere, e insieme al suo amico tenta un nuovo assalto ai titoli di coppia all'edizione 2005 di Against All Odds, sfidando i campioni, gli America's Most Wanted, senza però ottenere successo. Poco tempo dopo, Dallas si ritrova ancora senza partner, in quanto ad aprile del 2005 Kid Kash termina il suo rapporto di lavoro con la TNA, e allora forma un'alleanza con Chris Candido il quale però, dopo un incontro perso, attacca il suo compagno di coppia assieme ai Naturals, causando così il turn face di Dallas.
Dopo essersi ripreso da un infortunio, Lance Hoyt torna sulle scene, usando il suo vero nome. In breve tempo diventa uno dei favoriti dei fan, anche grazie a un movimento da lui iniziato, ovvero la "Hoytmania" (chiaramente riferito alla "Hulkamania" di Hulk Hogan). Hoyt trova nel Team Canada i nuovi avversari, con i quali si scontra più volte, con alterne fortune, e si scontra anche con Abyss, dal quale perde il match definitivo a Sacrifice 2005.
Nonostante l'apporto del pubblico, Hoyt perde anche all'evento TNA più importante dell'anno, ovvero TNA Bound for Glory, venendo sconfitto da Monty Brown. Poco tempo dopo, forma una nuova alleanza stavolta con Matt Bentley, dal quale si dividerà ben presto e che sarà poi il suo avversario a TNA Destination X in un incontro dal quale, stavolta, Hoyt uscirà vincitore. Ron Killings è il suo nuovo partner, e insieme a lui riuscirà a sconfiggere a più riprese la coppia formata da Bentley e Frankie Kazarian.
Dopo questa breve collaborazione, Hoyt diventa grande amico dei Voodoo Kin Mafia, i quali hanno una sorta di feud con Christy Hemme, la quale tenta di ingaggiare diversi tag team pur di riuscire a far tacere i VKM. Dopo un incontro con i Basham, arruolati dalla Hemme, Kip James prova ad attaccare la ragazza, ma Hoyt distrugge sia lui sia BG James e poi bacia Christy, rivelando così di essere d'accordo con lei.
La loro unione porta tra le loro file anche un giovane prospetto, Jimmy Rave, il quale si unisce ai due. Poco tempo dopo, i tre inizieranno a farsi chiamare "The Rock 'n Rave Infection", e Lance Hoyt cambierà nome in Lance Rock.
Nonostante la loro unione, verranno a più riprese sconfitti dai LAX, dalla coppia formata da Abyss e Matt Morgan e dai Prince Justice Brotherhood (Curry Man, Shark Boy e SuperEric), non riuscendo mai a sfondare in questa categoria.
Nonostante il temporaneo abbandono della Hemme, che ha deciso di competere per il TNA Knockout Championship, i due continuano a lottare in coppia.
Nel mese di febbraio del 2009, dopo diversi anni di collaborazione, Hoyt è stato svincolato dalla TNA assieme al collega Petey Williams. Il lottatore americano lotta nella FCW (Florida Championship Wrestling) più nota come la federazione satellite della WWE, col nome di Vance Archer, dove si scoprono nuovi talenti o si lanciano nuovi personaggi.

### World Wrestling Entertainment (2009–2010)
Il 3 novembre 2009, Hoyt esordisce ufficialmente nella ECW sempre come Vance Archer e distrugge un lottatore locale. Più in avanti ottiene delle vittorie contro atleti di livello superiore come Goldust e Tommy Dreamer. Poi riesce a qualificarsi per la finale del torneo ECW Homecoming battendo Goldust. Archer non riesce a trionfare nell'ECW Homecoming Finale che viene vinto da Ezekiel Jackson.
Archer intraprende un feud con Shelton Benjamin ma questo viene vinto dall'atleta di colore. Nel mese di aprile viene licenziato.
Vance Archer torna in WWE a SmackDown, in coppia con Curt Hawkins. I due dichiarano di non aver un contratto a tempo indeterminato, ma di avere un mese per impressionare tutti e "fare impatto" nello Show. Distruggono prima dei jobber a Superstars, poi altri due wrestler locali a SmackDown, per poi attaccare MVP nella puntata di SmackDown del 4 giugno dopo un match della Ballin superstar contro Jack Swagger. Successivamente vincono, contro lo stesso MVP e Christian, e ottengono delle buone prestazioni nella categoria di coppia, ma non riescono ad avere però delle Title Shots per i titoli di coppia. I due partecipano poi a una Battle Royal a Smackdown per uno spot nel Fatal 4 Way per il World Heavyweight Title nell'omonimo PPV, ma vengono eliminati durante l'incontro, seppur ben figurando. Il 25 giugno a Smackdown i due combattono in coppia con Dolph Ziggler perdendo contro Kofi Kingston, MVP & Christian. Nella puntata del 9 luglio di Smackdown, sconfiggono Matt Hardy e Christian. A Superstars il 15 luglio sconfiggono altri due Jobber (Matt Cross & Jamin Canseco). Il 5 agosto a Superstars, Hawkins e Archer, sconfiggono Trent Baretta e Caylen Croft. Nella puntata di Superstars del 19 agosto, affrontano e sconfiggono MVP e JTG, Ma in quella del 26 perdono contro Trent Baretta e Caylen Croft. Perdono anche il Rematch del 9 settembre a Superstars. Il 24 settembre combattono a Smackdown in un Handicap Match contro Big Show, ma perdono il match. A Superstars dopo che Vance Archer nel suo match contro Chris Masters attacca per sbaglio Curt Hawkins, i due si separano con Hawkins che colpisce con il suo Flying Elbow Smash Archer. Dopo la separazione da Hawkins, Archer appare il 4 novembre a Superstars, affrontando Luke Gallows, perdendo il match che si rivelo essere l'ultimo di Archer in WWE, infatti Il 19 novembre viene svincolato dalla WWE. Pochi giorni dopo dice in un'intervista che la WWE ha sbagliato con lui ma lui continuerà a seguire il suo sogno da wrestler.

### New Japan Pro-Wrestling (2010–2020)
A partire dall'autunno del 2010, Lance Hoyt combatte regolarmente nella NJPW, con il ring-name di Lance Archer. Nell'ottobre del 2012 ha conquistato i tag team titles con David Hart Smith.
Il 14 ottobre 2019 Archer ha conquistato il vacante IWGP United States Championship sconfiggendo Juice Robinson in un No Disqualification match. Successivamente, il 4 gennaio 2020, Archer ha perso il titolo contro Jon Moxley in un Texas Deathmatch.

### All Elite Wrestling (2020–presente)
La Federazione di Jacksonville annuncia il suo ingaggio a metà febbraio 2020, ma appare on-screen in data 11 marzo accompagnato dal suo manager Jack "The Snake" Roberts sedendosi sugli spalti, rimpolpando il pubblico di atleti.
Fa il suo esordio sul quadrato a Dynamite il 2 aprile vincendo in uno Squash Match contro Marko Stunt. 
La sera stessa si scopre partecipante del torneo a 8 che decreterà il primo TNT Champion della federazione.

## Personaggio

### Mosse finali
- Black Out (Inverted crucifix powerbomb)
- Mask of Sanity (Scoop lift DDT)

### Soprannomi
- "Breakdown"
- "Dallas"

## Titoli e riconoscimenti
- American Made Wrestling
  - AMW Heavyweight Championship (1)
- Gippsland Pro Wrestling
  - GPW Heavyweight Championship (1)
- Heavy On Wrestling
  - HOW Undisputed Championship (1)
- Lions Pride Sports

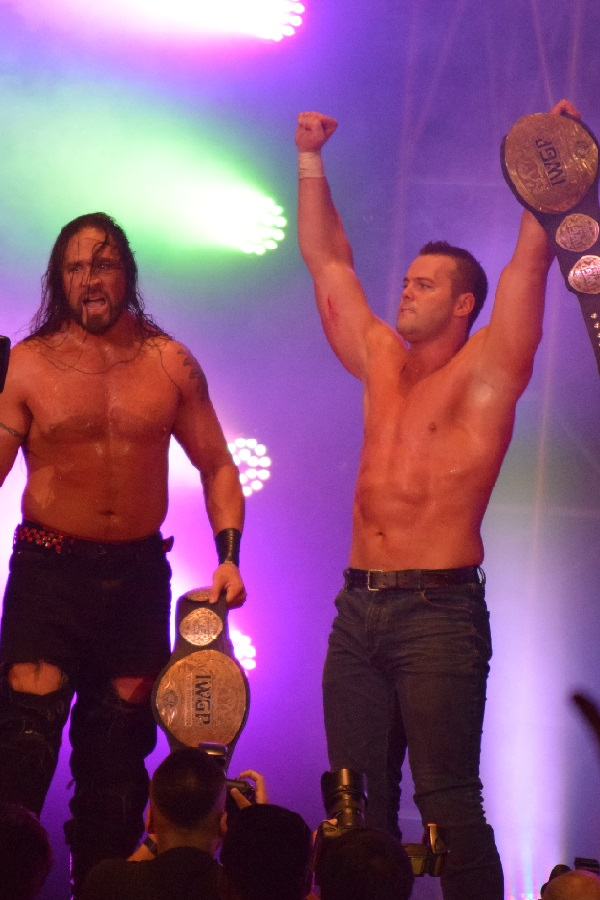
Lance Archer e David Hart Smith con l'IWGP Tag Team Championship, titolo che hanno vinto tre volte

  - Lions Pride Sports Heavyweight Championship (1)
- National Wrestling Alliance
  - NWA Texas Heavyweight Championship (1)
  - NWA World Tag Team Championship (2) – con David Hart Smith
- New Japan Pro-Wrestling
  - IWGP Tag Team Championship (3) – con David Hart Smith
  - IWGP United States Championship (2)
- Professional Championship Wrestling
  - PCW Heavyweight Championship (3)
  - PCW Television Champion (1)
  - PCW Tag Team Championship (1) – con Wally Darkmon
- Pro Wrestling Illustrated
  - 92º tra i 500 migliori wrestler singoli nella PWI 500 (2015)
- Pro Wrestling Noah
  - GHC Tag Team Championship (2) – con Davey Boy Smith Jr.
- River City Wrestling
  - RCW Championship (1)
- Total Nonstop Action Wrestling
  - NWA World Tag Team Championship (2) – con Kid Kash
  - NWA World Tag Team Championship Tournament (2004) – con Kid Kash
- Traditional Championship Wrestling
  - TCW Heavyweight Championship (1)
- World Wrestling Council
  - WWC Universal Heavyweight Championship (1)
- Wrestling Observer Newsletter
  - Worst Worked Match of the Year (2006) TNA Reverse Battle Royal su Impact!